# Юдевщина
Юдевщина (біл. вёска Юдзэўшчіна) — село в складі Вілейського району Мінської області, Білорусь. Село підпорядковане Стешицькій сільській раді, розташоване в північній частині області.

## Історія
У 1921–1945 роках застінок знаходилось у Польщі, у Вільнюській воєводстві, Вілейського повіту, гміні Довгиново.

## Населення
- 1866 рік - 25 люди, 3 будинки[1]
- 1921 рік - 45 люди, 10 будинки[2].
- 1931 рік - 52 люди, 10 будинки[3].